# Christine Laverne Falling

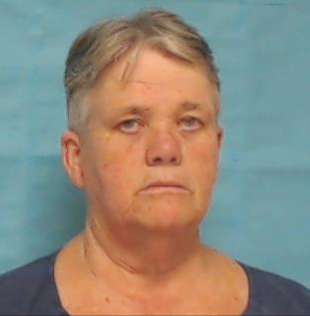
Christine Falling

Christine Laverne Falling (gebürtig: Christine Laverne Slaughter; * 12. März 1963 in Perry, Taylor County, Florida) ist eine US-amerikanische Mörderin.

## Leben

### Kindheit und Jugend
Christine Laverne Slaughter wurde als jüngstes Kind in ungewöhnliche Familienverhältnisse geboren. Ihr Vater Thomas Slaughter war zum Zeitpunkt ihrer Geburt bereits 65 Jahre alt, während ihre Mutter Ann mit 16 Jahren noch minderjährig war. Die Familie lebte unter der Armutsgrenze, so dass Christine nicht die nötige Frühförderung erhielt. Daher war sie stets geistig zurückgeblieben, litt unter Epilepsie und war bereits als Kind korpulent.
Als ihre Eltern den Unterhalt ihrer Tochter nicht mehr finanzieren konnten, aber auch wegen der anhaltenden Streitereien zwischen den beiden, musste Christine Teile ihrer Kindheit und Jugend in verschiedenen Waisenhäusern verbringen. Ihre Unsicherheit wie auch ihre aufgestaute Wut kompensierte sie, indem sie bereits früh Kleintiere, insbesondere Hauskatzen, tötete. Um ihre „neun Leben zu testen“, wie sie ihre Taten später begründete, ließ sie die Tiere oft aus großer Höhe in die Tiefe fallen.
Im September 1977 musste die erst 14-Jährige Christine Slaughter auf Wunsch ihrer Eltern einen bereits 20-Jährigen Mann namens Falling heiraten. Doch die Ehe, in der es beinahe täglich zu Streit und tätlichen Auseinandersetzungen kam, endete nach nur sechs Wochen mit der Scheidung. Danach war Falling psychisch krank. In den kommenden zwei Jahren musste sie 50 mal ins Krankenhaus eingeliefert werden. Sie litt unter Halluzinationen, klagte über „rote Punkte“, die ihr vor Augen erschienen, und hatte eine in unregelmäßigen Abständen eintretende Menstruationsblutung. Im Alter von 16 Jahren wurde sie auf ärztlicher Anweisung als arbeitsunfähig diagnostiziert.
Um sich dennoch Geld zu verdienen, begann Falling als Babysitterin bei Nachbarn und Freunden zu arbeiten.

### Mordserie
Am 25. Februar 1980 wurde die zwei Jahre alte Cassidy Johnson in eine Arztpraxis in Blountstown eingewiesen. Es wurde eine Meningitis  diagnostiziert, die durch ein Schädel-Hirn-Trauma verursacht worden war. Drei Tage später erlag das Mädchen seinen inneren Verletzungen. Christine Falling, die als Babysitterin das Kleinkind zu versorgen gehabt hatte, gab an, Cassidy sei aus der Krippe gefallen. Der behandelnde Arzt glaubte ihr nicht und empfahl auf einem Notizzettel der Polizei, Christine zu überprüfen. Allerdings ging der Zettel auf dem Weg ins Police Department verloren.
Kurz nach dem Tod von Cassidy Johnson zog Falling nach Lakeland (Florida). Zwei Monate später, im Frühsommer 1980, starb unter ihrer Aufsicht der vierjährige Jeffrey Davis. Die Autopsie gab Myokarditis als Todesursache an; allerdings bezweifelten die Ärzte, dass diese allein Jeffreys Tod ausgelöst hatte. Drei Tage nach dem Tod fand Davis Begräbnis statt. Christine Falling wurde gerufen, um dessen Cousin, den erst zwei Jahre alten Joseph Spring, in der Zwischenzeit zu beaufsichtigen. Joseph starb wenige Stunden später – an einer „viralen Infektion“, wie es die Ärzte nannten.
Im Juli 1981 verließ Falling Lakeland und kehrte in ihre Heimatstadt Perry nach Nordflorida zurück. Da viele Familien aus Furcht ihre Kinder nicht der Fürsorge von Christine Falling anvertrauen wollten, begann sie, als Pflegehelferin für Senioren zu arbeiten. Dabei starb der 77-Jährige William Swindle noch am selben Tag, an dem Christine bei ihm zu arbeiten begonnen hatte, in seiner Küche.
Im Herbst 1981 starb die Tochter von Christines Halbschwester, die acht Monate alte Jennifer Daniels. Während Christines Halbschwester kurz in einen Supermarkt gegangen war, ließ sie Jennifer mit Christine nur für wenige Minuten allein im Auto zurück. Das Mädchen hörte auf zu atmen. Als Todesursache vermuteten die Ärzte „Plötzlicher Kindstod“.
Der Wendepunkt in der rätselhaften Todesserie war der Tod des zehn Wochen alten Säuglings Travis Coleman, der am 2. Juli 1982 starb, während Christine Falling in Blountstown auf das Kind aufpassen sollte. Die Ärzte stellten bei der Autopsie innere Verletzungen fest, die ausschließlich durch Ersticken verursacht sein konnten. Als die Polizei Falling darauf ansprach, gestand sie, drei der Kinder getötet zu haben. Weil sie Stimmen gehört hatte, die ihr befahlen „Töte das Baby!“, habe sie die wehrlosen Kinder mit Kissen und Decken erstickt.
Christine Falling wurde im Dezember 1982 zu einer lebenslangen Freiheitsstrafe verurteilt. Nur ihr Geständnis verhinderte die Todesstrafe. Ein Antrag auf Bewährung wurde zuletzt im November 2017 vom Bewährungsausschuss abgelehnt. Falling befindet sich noch immer im Gefängnis von Homestead (Miami-Dade County, Florida).